# Папа Урбан V
Папа Урбан V, рођен као Guillaume de Grimoard (лат. Urbanus V; Грисац, Француска, око 1310 - Авињон, 19. децембар 1370). Шести авињонски Папа. Био је човек аскетског живота и дубоке побожности. За први дан његовог понтификата службено се узима 28. септембар 1362. (дан кад је у Авињону изабран за Папу), међутим проглашен је за Римског бискупа тек 6. новембар исте године. Римокатоличка црква га је прогласила блаженим.